# Die Draufgänger (Fernsehserie)
Die Draufgänger ist eine deutsche Krimiserie, die von dem Privatsender RTL ausgestrahlt wurde. Ab dem 12. Januar 2012 startete die erste Staffel. Aufgrund der nicht zufriedenstellenden Einschaltquoten gab RTL die Einstellung der Produktion bekannt. Dementsprechend wird es keine zweite Staffel von der Serie geben.

## Besetzung
| Schauspieler           | Rolle                                 | Episoden                   |
| ---------------------- | ------------------------------------- | -------------------------- |
| Dominic Boeer          | Kriminalhauptkommissar Carl Berger    | 1.00–1.08                  |
| Jörg Schüttauf         | Kriminalhauptkommissar Marcus Maiwald | 1.00–1.08                  |
| Benjamin Höppner       | Braun                                 | 1.00–1.08                  |
| Tobias Licht           | Hauptkommissar Stumpf                 | 1.00–1.02, 1.04–1.06, 1.08 |
| Anna von Berg          | Sandra Maiwald                        | 1.00–1.03, 1.05–1.08       |
| Aurelia Selene Schäfer | Loretta Maiwald                       | 1.00–1.02, 1.05, 1.07–1.08 |
| Jella Haase            | Clara Maiwald                         | 1.00                       |
| Géraldine Raths        | Clara Maiwald                         | 1.01–1.03, 1.05            |
| Brian Rutte            | Paul Maiwald                          | 1.00–1.02, 1.05            |
| Bjarne Rutte           | Carlo Maiwald                         | 1.00–1.02, 1.05            |

## Episodenliste

### Pilotfilm
| Nr. (ges.) | Nr. (St.) | Originaltitel | Erstausstrahlung D | Regie        | Drehbuch        | Zuschauer | Prod. code |
| --- | --------- | ------------- | ------------------ | ------------ | --------------- | --------- | ---------- |
| - | -         | Mein Land     | 23. Dez. 2010      | Florian Kern | Frank Speelmans | 4,64 Mio. | 100        |
| Carl hat vor acht Jahren den Bombenleger Christoph Weber scheinbar in Notwehr erschossen. Niemand wusste jedoch davon, dass er wiederbelebt werden konnte. Weber hatte bei der großen Flut 2002 seine Familie verloren und will nun die vermeintlich Verantwortlichen zur Rechenschaft ziehen. Dabei scheut er auch nicht vor Maiwalds Familie zurück, und zu allem Überfluss wollte er noch eine Staumauer zerstören. Gastdarsteller: Nadeshda Brennicke als Verona Winter, Fabian Hinrichs als Christoph Weber, Gode Benedix als Finke, Christoph Zrenner als Christian Holzer, Timo Jacobs als Block, Anton Lewit als Varres, Eva Meier als Notärztin |           |               |                    |              |                 |           |            |

### Staffel 1
| Nr. (ges.) | Nr. (St.) | Originaltitel | Erstausstrahlung D | Regie                 | Drehbuch                            | Zuschauer | Prod. code |
| --- | --------- | ------------- | ------------------ | --------------------- | ----------------------------------- | --------- | ---------- |
| 1 | 1         | Carnapping    | 12. Jan. 2012      | Franziska Meyer-Price | Frank Speelmans                     | 4,00 Mio. | 104        |
| Durch eine Serie von Autodiebstählen wird das LKA alarmiert. Die Täter verwenden neuartige Nachschlüssel, mit denen sie Autos entwenden können. Dann liegt der Patentanwalt Fahrenholz tot vor der Kanzlei. Er wollte die Nachschlüssel für seinen Klienten Andreas Sommer patentieren lassen. Madleck steht schon lange auf der Fahndungsliste des LKA und konnte bisher nicht gefasst werden. Für den Ingenieur Andreas Sommer, der Erfinder dieser Schlüssel ist, beginnt eine unruhige Zeit. Um die Autodiebstähle zu verhindern, begeben sich Markus und Carl in das Mekka der Carnapper, einem illegalen Markt für geklaute Autos und Ersatzteile in Tschechien. Aber Madleck will mehr und entführt Andreas seine Frau Anna, um von Andreas weitere fünfzig Nachschlüssel zu bekommen. Noch in derselben Nacht, will Madleck eine weitere Autoklauserie starten. Das LKA hat nur wenige Stunden Zeit Madleck und seine Mittäter zu finden. Gastdarsteller: Julia-Maria Köhler als Lydia, Jürgen Rißmann als Anton Madleck, Bastian Klang als Andreas Sommer, Juliane Götz als Anna Sommer, Marc Rissmann als Nick, Jörg Rühl als Wollenhaupt, Christoph Jungmann als Becker |           |               |                    |                       |                                     |           |            |
| 2 | 2         | Das Paket     | 19. Jan. 2012      | Florian Kern          | Ulf Tschauder                       | 4,09 Mio. | 102        |
| Am Vorabend der geplanten Festnahme des Spediteurs und Waffenschmugglers Werner Belmann wird er Opfer eines Attentats. Belmann hatte sich auf die Abmachung mit dem LKA Sachsen eingelassen. Er wollte sich stellen und sein Wissen über den illegalen Waffenhandel dem LKA weitergeben. Carl und Markus sind Zeugen des Attentats geworden. Carl nimmt die Verfolgung des Täters auf, aber der entzieht sich seiner Festnahme durch einen Selbstmord. Carl und Markus vermuten einen größeren Täterkreis und sind sich sicher, dass der Dreh- und Angelpunkt dieser eskalierenden Ereignisse ein mysteriöses Paket ist. Bei dem Paket handelt es sich um die Ladung des verschollenen Sattelzuges. Markus hat eine Vermutung, denn es liegt eine Terrorwarnung gegen eine hochkarätige europäische Wirtschaftsdelegation vor und dass diese zum Ziel wurde. Markus und Carl konzentrieren ihre Ermittlungen auf Belmanns Freundin, die 30-jährige Gaby Zaufke. Gaby wird für das LKA zur Hauptzeugin und Schutzbefohlenen. Ihr einziger Lebensinhalt ist es, endlich zur Miss Sachsen gewählt zu werden, und diese Wahl steht in wenigen Tagen an. Von Belmanns illegalen Geschäften hat sie wenig Ahnung, aber immerhin bringt sie Markus und Carl auf Frank Belmann. Aber die nächste Spur führt weiter zu einer Gruppe von Islamisten. Gastdarsteller: Annett Fleischer als Gaby Zaufke, Mirko Lang als Frank Bellmann, Holger Richter als Werner Bellmann, Roman Schikorsky als Thomas Mehlkamp |           |               |                    |                       |                                     |           |            |
| 3 | 3         | Tränenmeer    | 26. Jan. 2012      | Franziska Meyer-Price | Felix Mennen & Frank Speelmans      | 3,46 Mio. | 106        |
| Markus und Carl beobachten Markus Tochter Clara, wie sie sich mit ihrem neuen Freund Lars trifft, aber davon ist Markus wenig begeistert. In dieser Nacht gibt es eine Reihe von Brandanschlägen auf Autos. Die Spur führt zu einem besetzten Haus, dessen Besitzer, der Bauunternehmer Drechsler, den Besetzern die Schuld an den Bränden gibt. Carl und Markus staunen nicht schlecht, Claras Freund Lars als Anführer der Hausbesetzer zu sehen. Lars kämpft gegen Drechsler, der das Haus räumen lassen will, und wird dabei von Anwalt Bender unterstützt. Die Fronten sind extrem verhärtet und Lars legt Drechsler den Tod seiner Freundin Melanie, zur Last. Melanie ist bei einer versuchten Brandstiftung auf dem Dach des alten Hauses gestorben. Markus und Carl geraten zwischen die Fronten und werden Zeuge eines Mordversuchs an Drechsler. Das Schlimmste für Markus ist, dass seine Tochter Clara zu Lars hält. Bei einem Versuch, den Tod von Melanie auf dem Dachboden aufzuklären, stoßen Markus und Carl auf ungeklärte Rätsel, die es zu lösen gilt. Gastdarsteller: Marlon Kittel als Lars Möller, Christoph Letkowski als Simon Ittersheim, Marie Rönnebeck als Julia, Hubertus Hartmann als Drechsler, Friederike Frerichs als Frau Bertz |           |               |                    |                       |                                     |           |            |
| 4 | 4         | Uneasy Rider  | 2. Feb. 2012       | Franziska Meyer-Price | Markus Hoffmann & Uwe Kossmann      | 3,38 Mio. | 105        |
| Um eine Serie von Morden unter Mitgliedern der Motorradgang „Speedwarriors“ aufzuklären, beschließt das LKA, Carl mit einer falschen Identität bei den Bikern einzuschleusen. Obwohl der inszenierte Mord, den er an einem Gangmitglied begeht, den gewünschten Erfolg zeigt und Carl von den Bikern aufgenommen wird, muss Marcus feststellen, dass nicht alles glatt gelaufen ist, denn die Journalistin Katja Lensky ist Zeuge des vermeintlichen Verbrechens geworden und wittert die Story ihres Lebens. Da sie eine verdeckte LKA-Operation fotografiert hat, bringt sie Carl damit in Lebensgefahr. Während Marcus alles tut, die Journalistin von der Veröffentlichung ihrer Geschichte abzuhalten, versucht Carl das Vertrauen des Bikerpräsidenten Steven zu erlangen, wobei er mehr und mehr das Misstrauen vom Vizepräsidenten der Warriors auf sich zieht. Nach und nach versteht Carl die tieferen Zusammenhänge der Bikergemeinschaft, und ihm wird klar, dass sich nicht alle Mitglieder den Grundsätzen ewiger Treue und Verbundenheit verpflichtet fühlen. Doch die Erkenntnis kommt zu spät, denn plötzlich fliegt Carls Tarnung auf und ein harter Wettkampf zwischen ihm und Steven steht bevor. Gastdarsteller: Valerie Niehaus als Katja Lensky, Marc Benjamin Puch als Jesus, Hanno Koffler als Steven, Anja Knauer als Yvonne Siebert, Michael Kind als Kofler, Sönke Möhring als Joey Wagner |           |               |                    |                       |                                     |           |            |
| 5 | 5         | Sweet Kid     | 9. Feb. 2012       | Florian Kern          | Frank Speelmans                     | 3,51 Mio. | 103        |
| Als Carl und Markus Clara zur Schule bringen, macht sich in Carls Augen ein Mann verdächtig. Carl meint eine Mitschülerin von Clara zu sehen, die sexuell belästigt wird. Als Carl den Mann namens Prager gegen Markus’ Willen zur Rede stellt, werden die beiden LKA-Beamten von vier Bodyguards unsanft in ein Fahrzeug gesperrt und gefesselt. Währenddessen plant Prager mit seinem Partner Kürten einen Überfall auf ein Medikamentenlager. Später erfährt das LKA Sachsen, dass Lilli die Tochter von Prager ist. Als Markus und Carl Lilli in der Wohnung unter dem Dach eines Hochhauses besuchen, um eigentlich von Prager für den Überfall der Bodyguards Rechenschaft zu fordern, finden sie auf dem Dach den Staplerfahrer Bott tot auf, der in einem Medikamentenlager gearbeitet hat. Prager ist aber nicht in seiner Wohnung, dafür Lilli, die den Mord offensichtlich beobachtet hat und ängstlich schweigt. Sie wollen Lilli nicht allein lassen und mitnehmen, doch noch am Tatort begegnen sie dem BKA-Beamten Koller, der diesen Fall an sich reißen will. Das LKA Sachsen stellt fest, dass Prager und Lilli in einer vom Staat geschützten falschen Identität leben. Der überehrgeizige Koller hat Prager geschnappt und zwingt ihn nun, mit ihm zusammenzuarbeiten. Prager soll aus einem Lager Antidepressiva im Wert von 17 Millionen Euro rauben. Bei diesem Raub soll er dann Kürten ans Messer liefern. Bott hatte Pragers Plan durchschaut und musste deswegen sterben. Markus und Carl trauen Koller nicht und klinken sich heimlich in die Aktion ein. Gastdarsteller: Lili Zahavi als Emily Kress, Ronald Kukulies als Koller, Thomas Dannemann als Paul Kress, Aljoscha Stadelmann als Mirco Kürten, Isabel Schosnig als Kriminalbeamtin, Michael Baderschneider als Felix Bott |           |               |                    |                       |                                     |           |            |
| 6 | 6         | Matrjoschka   | 16. Feb. 2012      | Florian Kern          | Markus Hoffmann & Uwe Kossmann      | 3,54 Mio. | 101        |
| Der Dieb Dill Boskow klaut einer Frau ihre Handtasche und findet darin eine Pistole. Die Waffe jedoch gerät wenig später in die Hände von Marcus und Carl. Daraufhin stellen sie fest, dass damit ein Russe getötet wurde. Das LKA Sachsen findet heraus, dass die russische Mafia ihre regelmäßigen Treffen auf einem Schiff, wo bei lustigen Karaokegesängen eher unlustige Geschäfte geschlossen werden, abhalten. Marcus versucht, seinem Freund zu erklären, dass bestimmte Entscheidungen von politischem Kalkül geprägt seien. Aber für Spitzfindigkeiten hat Carl keine Zeit, denn er muss eine vermeintliche russische Killerin finden. Während Carl in die Elbe taucht, mehrfach niedergeschlagen und von zwei Russen entführt wird, gelingt es ihm tatsächlich gemeinsam mit Marcus, Licht in den Fall zu bringen. Gastdarsteller: Andrea Osvárt als Valentina Alexejewna, Jevgenij Sitochin als Dimitri Krailov, Jurij Rosstalnyj als Zatchinaev, Lenn Kudrjawizki als Priester, Pit Bukowski als Dill Boskow, Jakob Bieber als Odin |           |               |                    |                       |                                     |           |            |
| 7 | 7         | Im Fadenkreuz | 23. Feb. 2012      | Franziska Meyer-Price | Markus Hoffmann & Uwe Kossmann      | 3,07 Mio. | 107        |
| Es ereignen sich drei Morde innerhalb kürzester Zeit, die mit einer Präzisionsarmbrust verübt wurden. Und es gibt keine erkennbare Beziehung zwischen den Opfern. Marcus und Carl ist klar, dass sie es offenbar mit einem, der sich wahllos Opfer aussucht, zu tun haben. Erst, als es ihnen gelingt, einen vierten Anschlag zu vereiteln und das Opfer, den 28-jährigen Janek Polanski, zu befragen, können sie nicht nur das Muster des Täters herausfinden. Doch als Markus und Carl einen Zugriff starten, merken sie erst zu spät, dass sie selbst Teil dieses Spiels sind. Marcus gerät in einen Hinterhalt und wird entführt. In der Gewalt des Täters erfährt er, was dessen wahre Beweggründe für seine schrecklichen Taten sind. Doch die Erkenntnis kommt zu spät, und Marcus ist klar, dass es nur noch einen gibt, der sein Leben retten kann. Dabei handelt es sich um seinen Kollegen Carl. Dieser ist tatsächlich bereit, alles für das Leben seines Partners zu tun. Gastdarsteller: Vinzenz Kiefer als Janek Polanski, Stefan Rudolf als Jochen Nowak, Heiko Pinkowski als Kunde im Sonnenstudio, Derek Nowak als Sam Debago, Mario Mentrup als Jochen, Martin Walde als Marvin Roth |           |               |                    |                       |                                     |           |            |
| 8 | 8         | Familienbande | 1. März 2012       | Hans-Günther Bücking  | Christoph Darnstädt & Ulf Tschauder | 0,88 Mio. | 108        |
| Markus ist obdachlos und unglücklich, denn Sandra hat ihn vor die Tür gesetzt, nachdem sie erfahren hat, dass er gegen ihre Absprache immer wieder an gefährlichen Einsätzen teilnimmt. Carl nimmt ihn mit zum Campen und bereut es schon bald, denn erst jammert Markus ihm die Ohren voll, dann stolpert er mitten in der Nacht über einen toten Ex-Kollegen. Danach spüren sie eine irakische Familie, die kein Wort Deutsch spricht, auf. Der Tote ist der Zollfahnder Becker, den Markus aus früheren Dienstjahren kennt. Was hatte er mit dieser Gruppe illegaler Flüchtlinge hinter der deutsch-tschechischen Grenze zu suchen, wer hat ihn erschossen und warum? Die Flüchtlinge, ein Ehepaar und ihr zehnjähriger Sohn, stiften mit ihren Erklärungsversuchen nur weitere Verwirrung. Während Sandra die Familie zu Hause aufnimmt, begeben Carl und Markus sich auf Spurensuche und landen schnell bei dem Clubbesitzer Dieter Lowicki der es versteht, seinen Menschenhandel mit Zwangsprostituierten legal zu tarnen. Tragischer Held oder toter Verräter? In dieser Frage sind sich die Kollegen noch nicht einig. Mit jeder Antwort gibt es neue Fragen bis zu dem Zeitpunkt, als die beiden LKA-Beamten die Schlüsselfigur in diesem Fall auffinden. Gastdarsteller: Arved Birnbaum als Dieter Lowicki, Neda Rahmanian als Samira Lowicki, Emilio Moutaoukkil als Fadi Altai, Robert Viktor Minich als Mädchenhändler, Ramin Yazdani als Nadir Altai, Inaam Wali als Laila Altai, Reza Brojerdi als Karaman Altai |           |               |                    |                       |                                     |           |            |

## Kritiken
„‚Die Draufgänger‘ ist ein witziger und kurzweiliger Zeitvertreib für alle, die über das teils abstruse Geschehen und die altbackene sowie obligatorische Liebesnebenhandlung mit einem Augenzwinkern und einem Lachen hinwegsehen können. Dem ernsthaften Krimifan sei von diesem teils parodistisch anmutenden Narrenstück allerdings abzuraten.“

„Die deutschen Zuschauer müssen sehr unartig gewesen sein, denn stellvertretend für Knecht Ruprecht teilt RTL […] das TV-Äquivalent von Rutenschlägen aus. […] „Actionreich, humorvoll und spannend bis zur letzten Minute“ - selten traf ein Werbeslogan auf einen Film weniger zu als bei den „Draufgängern“. „Die Draufgänger“ haben etwas geschafft, was mir […] noch nie passiert ist: Ich musste den Film vor dem Ende ausschalten! Ich konnte diese Mischung aus Langeweile und Stumpfsinn nicht länger ertragen.“